# Monastero Matris Domini
Il monastero Matris Domini di Bergamo è un monastero femminile domenicano di clausura, che ospita l'omonimo museo. Si trova nella parte bassa del capoluogo bergamasco in via Antonio Locatelli al numero 73.

## Storia

### Lo scenario
Il monastero nacque in un'epoca difficile, in cui l'esistere era la prima necessità, che tuttavia stava preparando la strada alla nuova società comunale. Un'epoca in ebollizione fatta di materialità ma anche di profonda spiritualità che avrebbe visto l'opera evangelizzatrice di giganti della chiesa come san Domenico di Guzmán.

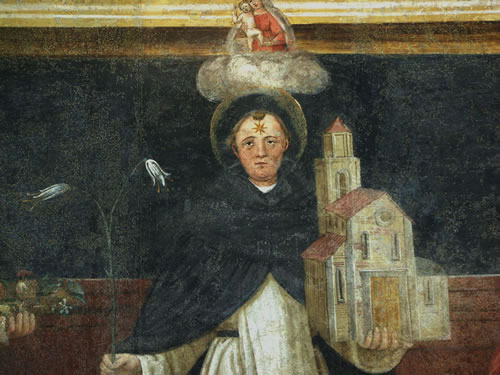
San Domenico

Il XIII secolo vide il tramonto del feudalesimo e il nascere delle libertà comunali in una contrapposizione, quasi sempre armata, tra poteri che declinavano e altri che si imponevano, epigoni i primi di un impero che si era frantumato dopo la sua nascita, l'Impero carolingio, espressione i secondi di una nuova società che si affermava, sempre più consapevole di sé, i cosiddetti homines novi.

### Il monastero
Il monastero sorse per volontà inizialmente del vescovo Algisio da Rosciate verso il 1258 e successivamente dal vescovo Erbordo: Venne scelta la locazione, in una zona ai piedi della città medioevale che avesse un buon approvvigionamento di acqua e che fosse vicina alle porte cittadine.
Nel medioevo i monasteri furono non solo delle isole di pace e di elevazione spirituale ma anche centri di irradiazione culturale che attraverso i propri scriptoria mantennero e tramandarono il sapere. Le opere artistiche di cui erano dotati, a volte ingenue ma spesso espressione di un'arte compiuta e che tanta ammirazione destano oggi, erano un costante richiamo alla spiritualità non solo dei semplici e un'efficace descrizione didascalica di avvenimenti evangelici o religiosi in genere.
Ecco i cicli di affreschi del Matris Domini, a volte mutili ma parlanti con i propri colori, testimonianza di una religiosità sentita e vissuta genuinamente.

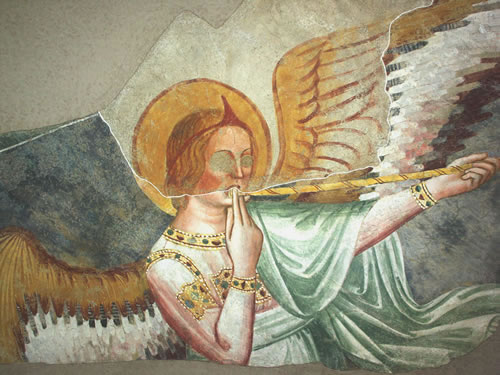
Angelo tubicino

Nella seconda metà del XIII secolo dal grande grembo del movimento domenicano nacque il Monasterium Sanctae Mariae Matris Domini  affidato a delle Sorores. Non si ha una datazione certa della sua fondazione, mentre si ha certezza della data della consacrazione della sua chiesa effettuata il 25 marzo 1273 dal vescovo Guiscardo Suardi.
Il monastero conobbe fin dalle origini uno sviluppo costante con un aumento della propria comunità.
Fu ricostruito nel 1359 ed ebbe diversi ampliamenti nel Seicento e nel Settecento, ma subì anche, nell'età moderna, gli insulti della soppressione napoleonica e in età contemporanea, durante la seconda guerra mondiale, quelli ancora più gravi della trasformazione in prigione nazista.
Le bizzarrie della storia: un luogo in cui gli unici suoni erano stati le preghiere e i canti liturgici trasformato in luogo di pena in cui le sommesse salmodie erano state sostituite dalle urla della tortura.

Finalmente il monastero fu restituito alla sua funzione e alle sorores che ne curarono la rinascita riportandolo 
(ex documentazione Matris Domini)
 All'esterno è ancora visibile l'antica ruota degli esposti.

## Descrizione

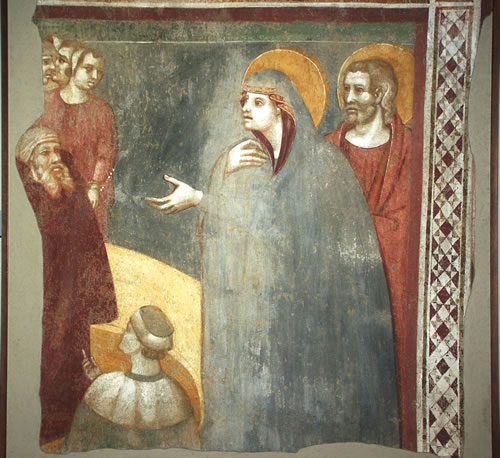
Ricerca di Gesù

Il piccolo museo, ancora non conosciuto come meriterebbe, è un gioiello artistico che custodisce ed espone permanentemente una rara serie di affreschi tra i più antichi della regione, provenienti dal monastero stesso che lo ospita.

### Il museo
Il monastero espone in locali appositamente predisposti delle perle dell'arte medievale bergamasca, costituendo così il Museo Matris Domini.

Gli affreschi, che provengono dallo stesso monastero, di cui ornavano diversi siti della struttura originaria, tra questi il refettorio e l'antica chiesa romanica prima che venisse ristrutturata in stile barocco sono stati salvati dal degrado riportandoli su appositi supporti con la tecnica dello strappo.

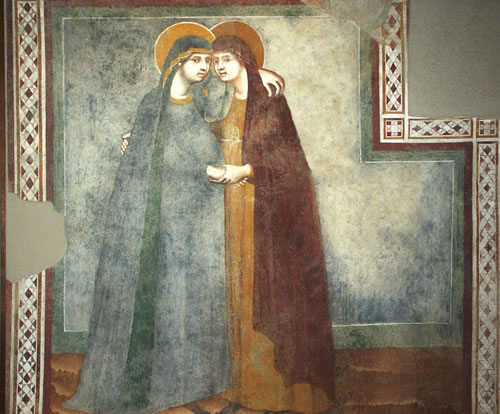
Visitazione

Risalenti al XIII e XIV secolo sono tra i primi esempi della arte pittorica per affresco della Lombardia, alcuni di essi sono tra i più antichi in assoluto. Un sapiente restauro li ha restituiti al godimento della loro visione e le cure e l'amorevole attenzione delle suore ne permettono la conservazione e l'esposizione.
Sono affreschi deliziosi, espressione di una religiosità intensa e profonda, tesi ad aiutare l'orante nel suo cammino di ricerca spirituale.
Alcuni suscitano una viva emozione per la delicata rappresentazione di una scena sacra ma, al tempo stesso, dai risvolti profondamente umani.
Come non commuoversi di fronte all'affresco della Visitazione dove stupore e complicità rendono in maniera sublimamente umana l'intensità di un incontro in un momento talmente intimo e particolare della vita di una donna, specie se è la Madre di Gesù.
La semplicità e la leggiadria dei volti lasciano attoniti, nei loro sguardi si legge la meraviglia, la paura, il compiacimento.

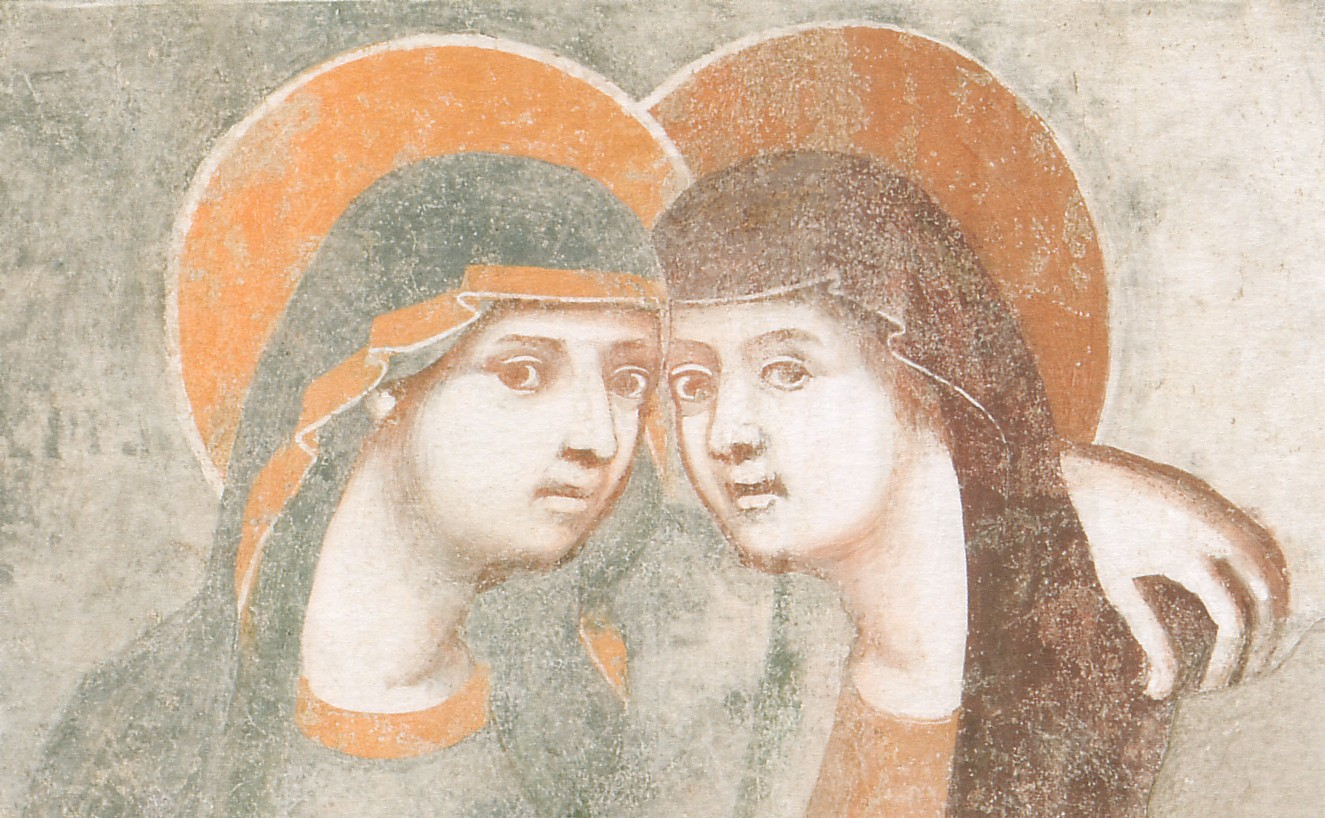
Visitazione, particolare

La compostezza e la naturalezza dell'abbraccio esprimono sommessamente l'intimità dell'incontro, gli occhi rivolti verso l'osservatore sono una muta interrogazione, vi si leggono le domande, le speranze, le paure dell'attesa.
Questo affresco con l'aiuto delle penombre avvolge e coinvolge suscitando emozioni dimenticate: in esso è racchiuso 
(Rosalba Tardito, Il Monastero Matris Domini – Vicissitudini degli affreschi)
Assieme alla Visitazione sono esposti altri affreschi, alcuni eccezionalmente conservati. Si distinguono i Giusti, i Beati, due angeli tubicini che meravigliano per la loro dolcezza, san Pietro in trono, l'Inferno  tutti attribuiti al Maestro dell'Albero della Vita.

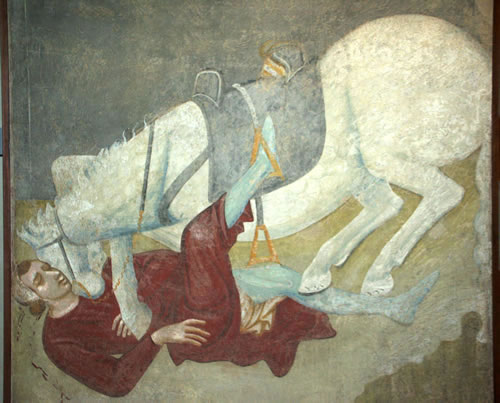
Napoleone Orsini

Altri affreschi deliziano il visitatore come Gesù tra i Dottori, il battesimo di Gesù, la Madonna in trono col Bambino, il miracolo della ruota di santa Caterina di Alessandria, san Martino e il povero, Gesù che entra in Gerusalemme, miracolo della rianimazione di Napoleone Orsini effettuato da san Domenico. Queste opere assieme alla Visitazione sono state attribuite al Primo Maestro di Chiaravalle.
L'ambiente, gli affreschi, le luci, le ombre creano un'atmosfera magica o forse sarebbe meglio dire spirituale che colpisce il visitatore precipitandolo nei suoi ricordi e nelle sue emozioni più nascoste.

### I tondi vitrei
In una zona privilegiata dalla luce naturale sono esposti dei magnifici tondi vitrei policromi provenienti dalla vetrata trecentesca che ornava l'abside dell'antica chiesa. Perfettamente conservati sono l'opera vitrea più antica della regione.
Il più grande raffigura la Madonna col Bambino Benedicente e ha in comune con i due tondi raffiguranti gli angeli la particolarità del viso e delle mani privi di colorazione per evidenziare ed esaltare, così, la spiritualità delle immagini.
Gli altri due tondi raffigurano rispettivamente san Domenico Benedicente e san Pietro Martire, primo domenicano canonizzato.
|  |  |
|  |  |

Anche questi tondi contribuiscono con le loro trasparenze policrome a rendere maggiormente coinvolgente l'atmosfera che pervade l'esposizione.

### La chiesa
Accanto al museo, sempre nel complesso conventuale, si trova la chiesa consacrata il 25 marzo 1273 dal vescovo Guiscardo Suardi, formata, secondo la tradizione dei monasteri femminili, da una cappella interna, costituita da tre navate, e dalla chiesa esterna. IL dittico di Andrea Previtali composto dalla tavola con l'Annunciazione e la parte superiore centinata con l'Incoronazione della Vergine da parte della Trinità, polittico che fu poi diviso con le spoliazioni napoleoniche.
L'aula fu radicalmente trasformata nel Seicento in un luminoso ambiente barocco impreziosito da stucchi, opera dei Porta e di Angelo Sala, da affreschi tra i quali risaltano quelli di Pietro Baschenis raffiguranti Gloria di san Domenico nella volta del presbiterio e altri dipinti da diverse pale situate nelle cappelle.

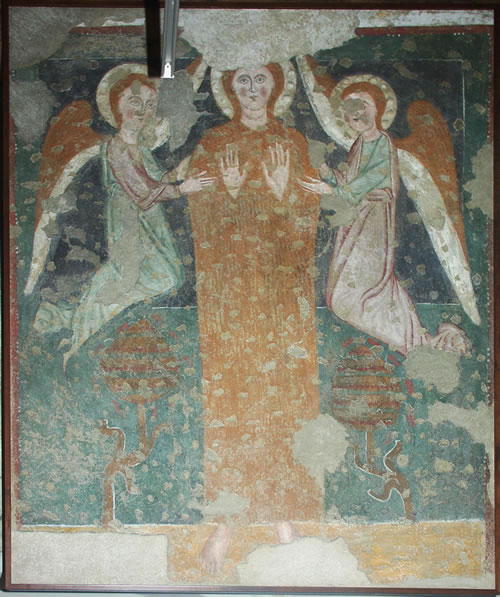
Madonna tra gli angeli

Nell'altare maggiore si trovano la pala seicentesca dell'Annunciazione di Ignoto con ai lati la pala dell'Adorazione dei pastori anch'essa di Ignoto e la pala della Strage degli innocenti di Pietro Ricchi.
Le cappelle sono ornate da pale di mirabile fattura del XVIII e XIX secolo. Manca dalla chiesa il trittico di san Pietro Martire sottratto in epoca napoleonica.
Nel museo si percepisce l'attenzione e l'amore con cui le Sorores conservano e proteggono questo gioiello nella cui bellezza leggono i segni di una spiritualità tuttora presente.
L'arte come espressione della religiosità, il bello come mezzo per l'ascesi.
Ma questa attività ha anche una grande valenza civile ed educativa, aprire le porte al godimento di queste opere rende ancora più meritevole la loro azione e più vicina al mondo la loro clausura.
La chiesa conserva le reliquie del beato Guala de Roniis, vescovo di Brescia, dopo che il Monastero di Astino che le conservava, venne soppresso.